# مسکو سیتی تلفن نتورک

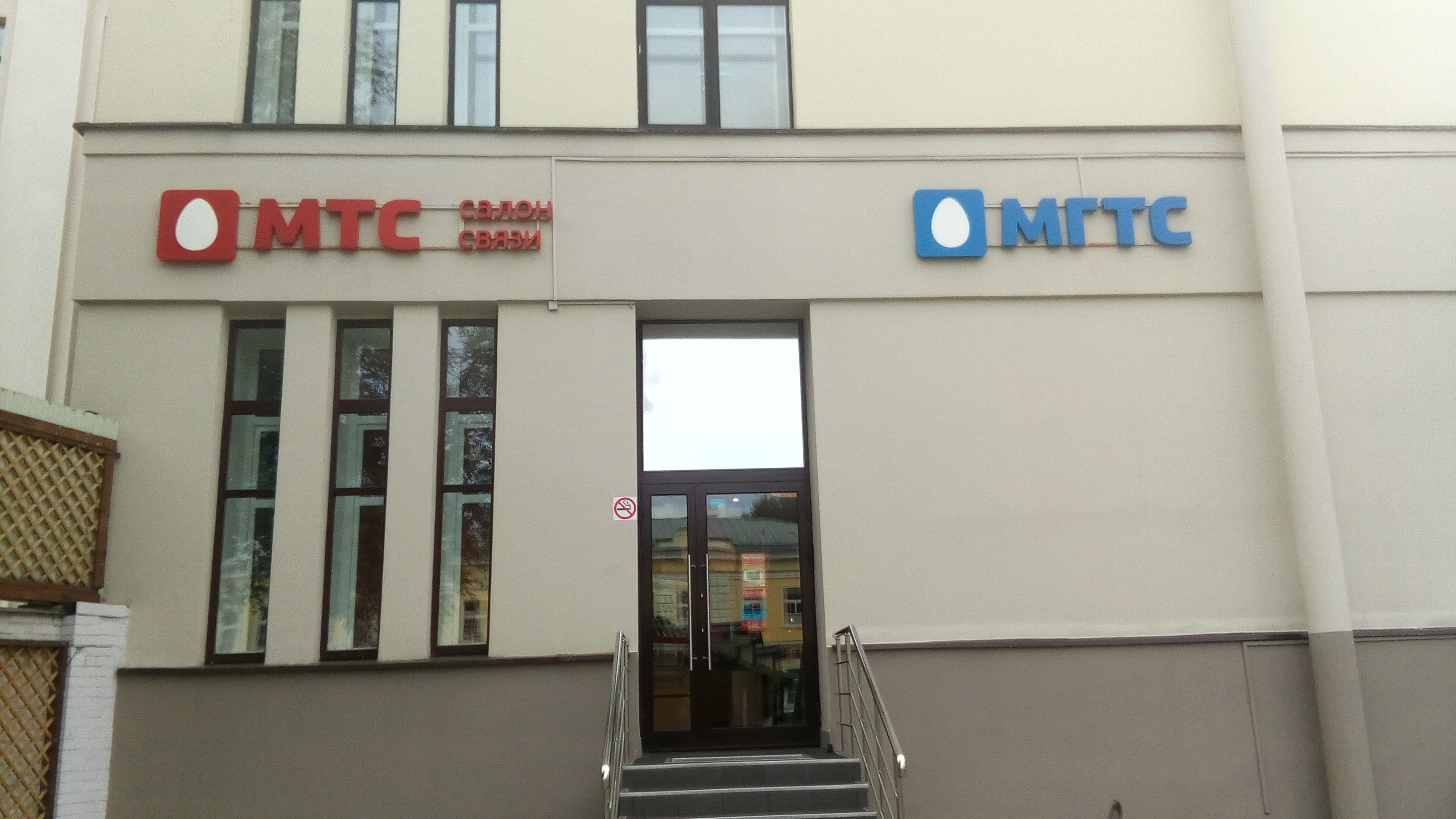
تصویرمسکو سیتی تلفن نتورک

مسکو سیتی تلفن نتورک (روسی: Московская городская телефонная сеть) شرکت مخابرات روس است، که در سال ۱۸۸۲ تأسیس شد.